# そよら海老江
そよら海老江（そよらえびえ）は、大阪府大阪市福島区にある、イオンリテールが運営する都市型ショッピングセンターである。

## 概要
2020年3月28日に開業。同施設のキーテナントである、イオンスタイル海老江の開業の際に、イオンリテール側が実施した一般公募により、同社の手がける都市型ショッピングセンター名称を「イオンそよら」と決定。当施設はその1号店となる。「そら、寄って、楽しんでって！」との呼びかけが名前の由来であり、日常にさわやかなそよ風が吹き込むように、都市に住む人々の生活をもっと楽しく、心地よく過ごすための施設と、意味を込めているという。
「日常生活において高頻度で利用するカテゴリーを集約したテナント構成の都市型ショッピングセンター」をコンセプトとしている。
当施設の2階には芝生のひろばが広がっている。
2021年7月の「そよら新金岡」の開業に併せ、店舗名からイオンの冠が外され、現名称に改称した。
当施設から至近距離にイオンリテールが運営するGMS店舗「イオンスタイル野田阪神」が営業しているが、上記のコンセプトから棲み分けが図られている。

## テナント
詳細は公式サイトのショップリストを参照。

## アクセス
- 阪神電気鉄道野田駅・大阪メトロ千日前線野田阪神駅から6分。